# Giấc mơ Lọ Lem
Giấc mơ Lọ Lem (tựa gốc tiếng Tây Ban Nha: Lola... Érase una vez) là một bộ phim truyền hình dành cho thanh thiếu niên của México được hãng Televisa sản xuất. Phim kể về câu chuyện của cô gái hiện đại Lola 20 tuổi, làm việc như một vú em và hát trong một ban nhạc rock.
Phim ra mắt tại México ngày 26 tháng 2 năm 2007, diễn viên chính là Aaron Díaz và Eiza González. Bộ phim đã được giới trẻ hâm mộ không chỉ ở México mà còn ở một số quốc gia khác như Venezuela, Tây Ban Nha và Mỹ. Các đoạn hòa nhạc và bài hát trong phim cũng trở thành "hit" trên các đài phát thanh âm nhạc. Phim ra mắt tại Mỹ trên Univision vào tháng 3 năm 2008 và kết thúc vào ngày 26 tháng 1 năm 2009. Seri phim bao gồm 225 tập ban đầu được phát tại México từ thứ Hai đến thứ Sáu. Tại Việt Nam, phim được kênh truyền hình VBC công chiếu vào cuối năm 2010..
Loạt phim được đạo diễn Pedro Damián sản xuất với sự hợp tác của nhà sản xuất Luis Luisillo Miguel và tác giả kịch bản gốc là Cris Morena. Bộ phim miêu tả cuộc đời của một "cô bé Lọ Lem" hiện đại tên là Lola Valente, sống ở thành phố México, làm việc bán thời gian tại dinh thự của gia đình Von Ferdinand. Giấc mơ Lọ Lem có nhiều bài hát như "Si Me Besas", "Masoquismo" (bài hát chủ đề chính), "Espiral", "Princesa", "Sapo Azul" và một số bài hát khác. Tháng 3 năm 2009, González đã giành được giải Nghệ sĩ mới của năm tại lễ trao giải Premio Lo Nuestro. Cô cũng được đề cử cho danh hiệu Nghệ sĩ mới xuất sắc nhất trong giải Oye Premios!, cùng với Jesse & Joy và María José.

## Nội dung
Câu chuyện cổ tích thời hiện đại diễn ra tại thủ đô của Mexico và xoay quanh Lola, một cô gái mồ côi nghèo nhưng đầy lý tưởng, hoạt bát, vui vẻ và tràn đầy hạnh phúc và cuộc đời cô thay đổi khi cô gặp Alexander Von Ferdinand, con trai lớn của một gia đình rất giàu có người Mexico gốc Đức có cha mẹ chết trong một tai nạn. Alexander là người đứng đầu gia đình và có năm đứa em nhỏ hơn (Marcos, Archibaldo, Marion, Boris & Otto) sống chung với anh trong một lâu đài lớn.
Trong khi Alexander đang trong một chuyến đi đến Đức, ông để các em ruột của mình ở nhà với vú em của họ. Tuy nhiên họ đã tổ chức một bữa tiệc và mời Lola và ban nhạc của cô đến chơi nhạc. Một máy thổi bong bóng đã vỡ và bong bóng tràn ra khắp nhà. Đột nhiên, Alexander bất ngờ trở về nhà mình ở Mexico. Các thanh thiếu niên được mời dự tiệc bỏ chạy, bao gồm cả ban nhạc, nhưng Lola đi trở lại vào nhà để giải cứu đứa em út Otto chỉ mới sáu tuổi. Otto được giao lại cho anh chị em trong khi Lola bị bọt phủ đầy mặt. Alexander yêu cầu cô dừng lại và Lola chạy khỏi các biệt thự để lại một trong những thứ "may mắn" màu hồng của cô (guốc thủy tinh) đằng sau. Sau đó người em nhỏ nhất là Otto một lần nữa đặt Lola vào rắc rối khi nấp ở phía sau của xe gắn máy của cô. Như một lời xin lỗi Alexander cho Lola một công việc như là một vú em trong dinh thự Von Ferdinand.
Alexander có một tính cách lạnh lùng, chắc chắn, cứng nhắc và cô đơn cho đến khi anh phải lòng Lola khi gặp cô, anh trở thành "Hoàng tử trong mộng" của cô. Thật không may là Alexander đã có bạn gái, Carlota (bị lũ trẻ gọi là "phù thủy", thậm chí là "CarLOCA" Loca có nghĩa là điên), người mà anh ta không thật sự yêu thương và cảm thấy bắt buộc phải kết hôn vì địa vị xã hội. Carlota đồng thời không thực sự yêu anh mà chỉ muốn tiền của Alexander, trong khi gian lận và lừa dối anh. Cùng với Carlota là bà mẹ độc ác & góa bụa, Montserrat (cũng bị lũ trẻ ghét và gọi là "phù thủy lớn", hoặc thậm chí là"MonserRATA" Rata có nghĩa là xấu xa) và em gái Rafaela, "em gái tốt". Các em của Alexander ghét Carlota & mẹ của cô và liên tục bày trò để có họ phải rời khỏi dinh thự và cũng để ngăn chặn Carlota kết hôn với anh trai của mình.
Lola và Alexander phải lòng với nhau, Carlota và Montserrat thử tất cả mọi thứ theo cách của họ để có thể kết hôn với Alexander. Cùng đó, hai "phù thủy" cũng cố gắng tất cả để cho Lola không tìm ra rằng cô thực sự là con gái riêng của chồng Montserrat và là chị em cùng cha khác mẹ của Carlota và Rafaela, trong khi một nửa tài sản của bố đã để lại cho cô. Lola, với sự giúp đỡ của các em, ban nhạc rock của cô, phép thuật, bà tiên cũng như tình yêu cố gắng để "cứu" Alexander từ những "phù thủy" độc ác, và ngược lại.
Alexander phát hiện ra rằng Carlota đã nói dối vì cô không bao giờ mang thai và không bao giờ bị bất cứ căn bệnh nào. Điều này xảy ra trước khi tổ chức đám cưới trong nhà thờ. Khi đến buổi lễ, Alexander nói "không" và đi ra với Lola. Ngay sau đó, Alexander và Lola đã đi du lịch để tận hưởng hạnh phúc. Nhưng Alexander đã gặp tai nạn giao thông và ở trong tình trạng chết não.
Carlota đã là vợ của Alexander trên pháp lý nên đã có được các tài sản của gia đình Von Ferdinand cũng như quản lý những đứa trẻ. Một tháng sau, khi di chúc của bố Lola được công bố, Rafaela và Carlota mỗi người hưởng 25% tài sản, và 50% còn lại được giao cho Lola. Trong khi đó, Montserrat không có đồng xu nào. Cùng ngày, những bí mật của Carlota về chuyện đám cưới cũng bị phanh phui.
Bố me của Alexander và bố mẹ Lola cố gắng xin Thiên Chúa cho Alexander một cơ hội thứ hai. Và rồi Alexander tỉnh dậy trong bệnh viện và trở về lâu đài với bộ quần áo như một hoàng tử. Trong khi đó, Lola tổ chức một bữa tiệc để an ủi bọn trẻ. Tại buổi tiệc ngôi nhà một lần nữa lại chứa đầy bọt và tất cả dường như khá vui vẻ. Lola bắt đầu hát và Alexander tiến đến qua cửa, cô dừng lại và đi qua đám bọt bong bóng để đến gần anh. Khi đồng hồ trên thiên đàng đến số không, họ hôn và sống hạnh phúc mãi mãi.

## Diễn viên
Các nhân vật (in nghiêng) cùng diễn viên thủ vai:
- Aarón Díaz - Alexander Von Ferdinand
- Eiza González - Lola Santodomingo Valente
- Lorena Herrera - Montserrat Torres-Oviedo Vda. de Santodomingo
- Grettell Valdez - Carlota Santodomingo Torres-Oviedo
- Patricio Borghetti - Máximo Augusto de la Borbolla
- Alberto Agnesi - Patrick Lubier
- Tiaré Scanda - Milagros Ramos
- Beatriz Moreno - Petra Sigrid Von Beethoven
- Manuel Foyo - Lorenzo Casablanca
- Zoraida Gómez - Rafaela Santodomingo Torres-Oviedo
- Alejandro Nones - Waldo López
- Rubén Cerda - Oscar Antonino
- Juan Ríos Cantu - Eduardo Pescador
- Glória Izaguirre - Macrina Vicenta Torres
- Felipe Nájera - Severo Lince
- Manola Diez - Amely Von Ferdinand
- Salvador Zerboni - Gonzalo Iglesias
- Teresa Ruiz - Jasmina Romero
- Carolina Tejera - Samara Romero
- Renato Bartilotti - Claudio Bonilla
- Rodrigo Abed - Joaquín de Romero
- Victoria Diaz Arango - Mercedes Velasco
- Victor Alfredo Jiménez - Saldivar Menéndez
- Alejandro Peraza - Raul Ramos
- Francisco Avendaño - Edmundo Velasco
- Renata Flores - Pancha García
- Isaura Espinosa - Éter Holbein
- Ana Isabel Meraza - Lina Macedo
- Arturo Barba - André Gutiérrez
- Jacqueline Voltaire - Monique Fauve
- Oscar Traven - William Fauve
- Amairani - Sandra Espinosa
- Roberto Assad - Chacho Ramos
- Alejandra Jurado - Cándida Ortiz
- Aitor Iturrioz - Richard
- Sergio DeFassio - Evaristo
- Natasha Dupeyrón - Marión Von Ferdinand
- Derrick James - Marcus Von Ferdinand
- Eddy Vilard - Archibaldo Von Ferdinand
- Viviana Ramos - Blanca Chavéz
- Violeta Isfel - Gabriela Miranda
- Juan Acosta - Danilo Facha
- Luis Gerardo Méndez - Damián Ramos
- Karla Cossío - Paloma Casablanca/Julieta Casablanca
- José Carlos Femat - Manfred Von Ferdinand
- Ingrid Schwebel - Valentina Sottomayor
- Carlo Guerra - Diego Velasco
- Eleazar Gómez - Adrián
- Alan Estrada - Nicolas
- Georgina Salgado - Mirta
- Anna Fomina]- Lucia Freire
- Aldo Gallardo - Gaston
- Héctor Norman - Morgan
- Karen Sandoval - Yasmín Maurette
- Antonio Sainz - Jorge Chuck
- Karla Luengas - Marcela Ramos/Dolores Valente Pescador
- Leonardo Unda - Bertín
- Alan Gutiérrez - Julio
- Yago Muñóz - Rocco
- Armando Hernández - Canguro
- Octavio Ocaña - Otto Von Ferdinand
- Juan Luis Arias - Bóris Von Ferdinand
- Werner Bercht - Luiggi Von Ferdinand
- Isamar Martinez - Dominic Fauve
- Stephanie - Marina Chavéz
- Anneliese Asunsolo - Matilde Espinosa

## Von Ferdinand
Von Ferdinand là tên một vở kịch về Ferdinand Von Porsche, hay còn được gọi tắt là Ferdinand Porsche, nhà sáng lập hãng Porsche. Tất cả người hầu trong phim đều mặc áo 'Von Ferdinand' với biểu tượng của xe ô tô Porche.